# Гречен Мол
Гречен Мол (енгл. Gretchen Mol; 8. новембар 1972) је америчка глумица најпознатија по улози Џилијан Дармоди у серији Царство порока телевизијске мреже Ејч-Би-Оу.
Филмској публици позната је по улогама у криминалистичкој драми Покераши, комедији Позната личност, вестерну У 3.10 за Јуму, трилеру Тринаести спрат и биографској драми Озлоглашена Бети Пејџ, која јој је донела номинацију за награду Сателит.